# Jefferson Amaro Importante
Jefferson Amaro Importante è un amaro italiano prodotto dall'azienda Vecchio Magazzino Doganale sita al Martorano di Montalto Uffugo (CS).

## Produzione
Il vero ed unico Amaro Importante prodotto, oggi, in più poli produttivi, tutti operanti sul territorio italiano, con sede a Rende (CS), a Montalto Uffugo (CS) e a Castelnuovo Don Bosco (AT). Il processo produttivo parte dalla coltivazione e selezione di botaniche, ancora oggi raccolte a mano, nel pieno rispetto della loro stagionalità, dalla Società Agricola Rurale Vecchio Magazzino Doganale in Calabria, le quali vengono poi lavorate in infusioni idroalcoliche singole e separate in un ciclo produttivo che dura circa 11 mesi. Filtrato con panni di lino, riposa in bottiglia per ulteriori 40 giorni.

## Caratteristiche
Le principali botaniche che compongono Jefferson Amaro Importante sono:
- Artemisia
- Genziana
- Bergamotto
- Pompelmo
- Arancia amara ed Arancia dolce
- Limone IGP di Rocca Imperiale
- Vaniglia
- Coriandolo
- Eucalipto
- Rosmarino
- Origano

Ha una gradazione alcolica pari a 30°.

## Degustazione
Dal caratteristico gusto mediterraneo si presenta con intensi profumi di agrumi al naso. Morbido e liscio e molto ben equilibrato con un finale, a base di erbe, persistente ed amaricante. 
Ideale servito, con una scorza d'arancia, a temperatura ambiente oppure fresco da frigo (max 4 °C) o con ghiaccio. No congelatore. 
Ottimo il suo utilizzo in Miscelazione, soprattutto nei grandi classici come il Negroni e l'Americano. 

## Riconoscimenti
Nel 2018 è stato premiato come miglior liquore al mondo ai World’s Drink Awards di Londra (Premio mondiale per le bevande) sia come migliore Liquore alle Erbe (Best World Herbal Liqueur) che come Migliore Liquore al Mondo (Best World Liqueur).

## Jefferson Tintura Importante
Jefferson Tintura Importante è un bitter prodotto con le sole tinture madri usate per creare l’amaro Jefferson, senza zuccheri aggiunti e presenta una gradazione alcolica pari a 60°.
E' contenuta nel classico flacone farmaceutico con contagocce.
È utilizzato come esaltatore naturale di sapori nei cocktail o come correttivo nel caffè. 5 gocce in acqua frizzante hanno proprietà corroboranti.